# Mary Celeste
La Mary Celeste era un brigantino canadese. Fu varato in Nuova Scozia, nel 1861, con il nome di Amazon. Il nome Mary Celeste venne adottato nel 1869.
Fu trovata senza nessuno a bordo, alla deriva verso lo Stretto di Gibilterra nel 1872. Che cosa sia successo all'equipaggio è ancora oggi argomento di congetture: vi sono varie teorie, dalla pirateria al maremoto, dall'ammutinamento ad una tromba d'aria. La Mary Celeste può essere considerata l'archetipo della nave fantasma.

## Storia

### Le origini
La Mary Celeste misurava 31 metri (103 piedi), l'intero brigantino stazzava 282 tonnellate.
Fu costruita nel 1861, con il nome di "Amazon", nell'isola di Spencer, Nuova Scozia, il primo grande progetto portato a termine dalla piccola comunità locale.
Fin da subito si è pensato che la nave fosse preda della sfortuna, poiché furono molte le disavventure. Il suo primo capitano, Robert McLellan, figlio di uno dei proprietari, contrasse la polmonite nove giorni dopo aver assunto il comando e morì all'inizio del suo viaggio inaugurale. Fu il primo dei tre capitani che morirono a bordo della nave.
Sotto il capitano John Nutting Parker, la nave si scontrò con una barca da pesca, venne quindi portata al cantiere navale per le riparazioni e qui un incendio scoppiò nel mezzo della nave.
La sua prima traversata transatlantica si rivelò anch'essa disastrosa perché la nave urtò un'altra nave nella Manica. Questo fatto portò alla destituzione del suo capitano.
Dopo questo esordio, il brigantino ebbe sei anni di gloria con i suoi proprietari della Nuova Scozia. Nel 1867, la nave si arenò durante una tempesta al largo della Baia di Glace. Dopo il recupero, fu venduta per 1750 $ a Richard Haines di New York, il quale la fece riparare con un costo di 8825 $.
Nel 1868, l'Amazon venne trasferito al Registro di sistema americano e ristrutturato. L'anno successivo il suo nome venne cambiato in Mary Celeste. L'intenzione dei nuovi proprietari era di usare la nave per attraversare l'Atlantico per commerciare con i porti dell'Adriatico. La proprietà della nave venne divisa in 24 azioni distribuite tra quattro partner:
- James H. Winchester (12)
- Il capitano Benjamin Spooner Briggs (8)
- Sylvester Goodwin (2)
- Daniel T. Sampson (2)

### La scomparsa dell'equipaggio

#### Partenza
Il 5 novembre 1872, sotto il comando del capitano Benjamin Briggs, la nave imbarcò un carico di alcool denaturato per conto della Meissner Ackermann & Coin e salpò da Staten Island, New York diretta a Genova.
Oltre al capitano e ad un equipaggio di altri sette marinai, la nave aveva altri due passeggeri: la moglie del capitano, Sarah E. Briggs, e sua figlia di appena due anni, Sophia Matilda.

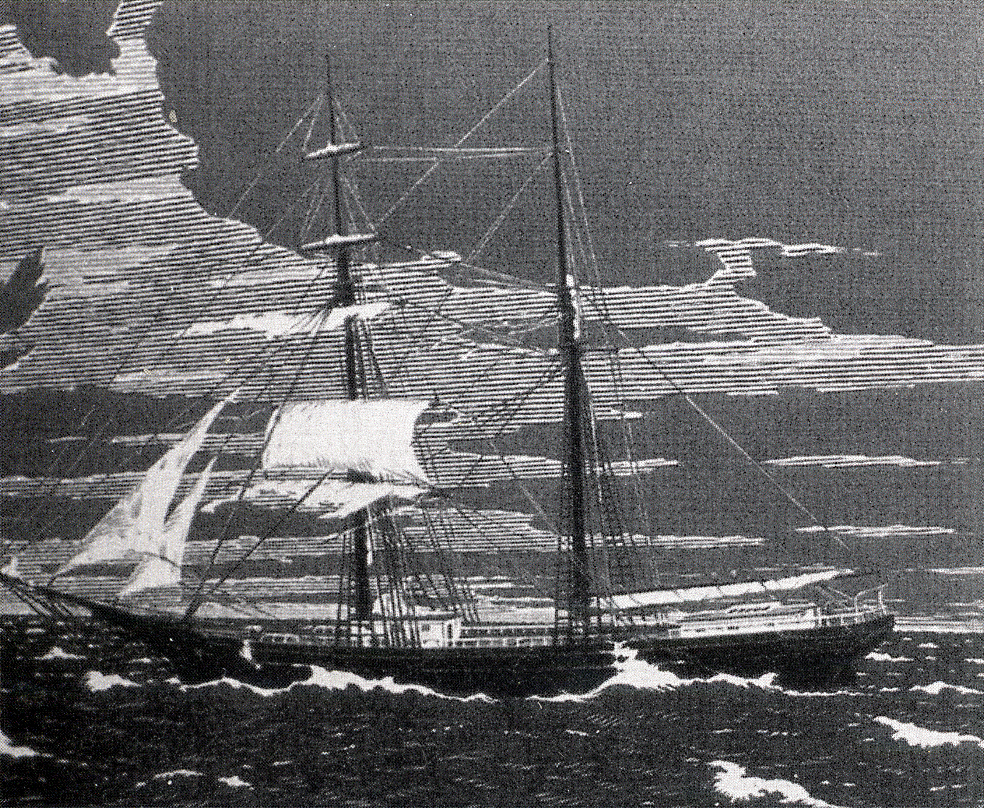
Incisione della Mary Celeste, nello stato in cui si trovava al momento del ritrovamento, senza l'equipaggio. Sono osservabili le condizioni della velatura

#### Ritrovamento
Il 4 dicembre 1872 il brigantino fu avvistato da un'altra nave, la Dei Gratia, comandata dal capitano David Morehouse. La Mary Celeste si trovava tra le coste portoghesi e le isole Azzorre, ed era alla deriva a vele spiegate verso lo stretto di Gibilterra. Non vi erano segni della presenza dell'equipaggio a bordo.
Morehouse salì a bordo con due marinai. La Mary Celeste era deserta: l'equipaggio era come scomparso nel nulla lasciando persino il cibo nei loro piatti. La nave era in discrete condizioni, anche se era completamente grondante d'acqua. Solo una delle pompe era in funzione, e nella stiva vi era fino ad un metro d'acqua. Alcune delle sue vele erano strappate. La bussola era rotta, il sestante ed il cronometro marino mancavano e anche la sua unica scialuppa era mancante.
Il carico di 1701 barili di alcol era intatto anche se, una volta a Genova, si scoprì che nove barili erano vuoti. A bordo vi erano ancora scorte di acqua e di cibo per sei mesi. La maggior parte delle carte di bordo risultava mancante. Le ultime annotazioni rimaste riferivano che la nave era giunta in vista di Santa Maria delle Azzorre il 25 novembre.
Il brigantino fu condotto in porto a Gibilterra dagli uomini della Dei Gratia e, successivamente, sequestrato dai funzionari inglesi.

#### L'inchiesta
Appena la nave giunse a Gibilterra, il procuratore generale Frederick Solly Flood aprì un'inchiesta sulla scomparsa dell'equipaggio. Dapprima l'uomo sospettò che l'equipaggio si fosse ubriacato ed avesse poi ucciso gli ufficiali, la signora Briggs e la piccola Sophia. Ma tale ipotesi venne smentita dal fatto che l'alcool presente a bordo non era del tipo da procurare una sbornia.
Il procuratore pensò allora che Briggs e Morehouse si fossero accordati per perpetrare una truffa ai danni delle assicurazioni. Anche tale ipotesi venne presto smentita dal fatto che Briggs era comproprietario del brigantino e che come risarcimento avrebbe incassato una piccola cifra. In ogni caso, Flood arrivò ad accusare Morehouse e il suo equipaggio di avere ucciso gli occupanti della Mary Celeste per riscuotere la ricompensa.
Mancando ogni prova, l'inchiesta venne presto chiusa.

### Ultimi anni
Una volta conclusa l'inchiesta la Mary Celeste venne riconsegnata al suo proprietario, James Winchester, il quale decise di venderla in fretta e furia anche a costo di rimetterci economicamente. Nei successivi undici anni la nave cambiò altri 17 proprietari ma i marinai si rifiutavano di imbarcarsi, perché credevano che la nave fosse maledetta.
Il suo ultimo proprietario, il capitano Gilman C. Parker, nel tentativo di compiere una frode, il 3 gennaio 1885 fece naufragare la nave facendola sbattere contro la scogliera Rochelais, al largo della costa occidentale di Port-au-Prince, Haiti e a sud dell'isola de la Gonâve. Il capitano tentò anche di incendiare la nave senza però riuscirvi.
Le compagnie assicurative fiutarono il tentativo di truffa e portarono Parker in tribunale. Benché fosse stata appurata la colpevolezza del capitano e dei suoi soci, il giudice, memore delle tante disgrazie che avevano colpito la Mary Celeste, fece rilasciare gli accusati. Il capitano Parker morì tre mesi dopo, uno dei suoi soci finì in manicomio e l'altro si suicidò.
La Mary Celeste rimase abbandonata sulla scogliera dove era andata a incagliarsi. Il 9 agosto 2001, una spedizione guidata dallo scrittore Clive Cussler e dal produttore cinematografico canadese John Davis ha trovato i resti del brigantino dove Parker l'aveva distrutto.

### Sorte dell'equipaggio
Nessuno degli uomini scomparsi dalla Mary Celeste fu mai ritrovato, né si è mai saputo cosa accadde loro. Nel 1873 furono segnalate due scialuppe di salvataggio al largo della costa atlantica della Spagna, una avente una bandiera americana a bordo, l'altra contenente cinque corpi, che non sono mai stati identificati.

## Teorie sulla scomparsa
Sono state proposte innumerevoli teorie per spiegare la misteriosa sparizione dell'equipaggio, dalle più concrete riguardanti l'ammutinamento e la pirateria fino a quelle fantastiche concernenti alieni e mostri marini.

### Teoria dei vapori dell'alcool
Si era scoperto che nove dei 1701 barili di alcool nella stiva erano vuoti. Questi nove barili erano fatti di quercia rossa, non di quercia bianca come gli altri. La quercia rossa è più porosa e quindi più propensa a lasciar fuoriuscire i vapori interni. Lo storico Conrad Byers ha ipotizzato che il capitano Briggs, dopo aver fatto aprire la stiva per un controllo ed esser stato investito da un'ondata di fumi e vapori prodotti dall'alcool nelle botti, abbia creduto che la nave fosse sul punto di esplodere e abbia ordinato all'equipaggio di calare in tutta rapidità la scialuppa e di rifugiarvisi temporaneamente, in attesa che i pericolosi vapori lasciassero la stiva. La scialuppa però sarebbe stata legata malamente alla Mary Celeste e la successiva rottura della cima per un cambiamento improvviso del tempo potrebbe spiegare la scomparsa della scialuppa stessa. I naufraghi, sperduti nell'oceano, sarebbero in seguito morti di fame e sete. Anche Brian Hicks e Stanley Spicer hanno sostenuto una teoria analoga.
È stata proposta una revisione di questa teoria nel 2005 da parte dello storico tedesco Eigel Wiese. Su suo suggerimento, gli scienziati dell'Università di Londra hanno ricreato un modello su scala della nave, per verificare la teoria dell'esplosione causata dal vapore. Usando dei cubi di carta al posto del butano e del combustibile al posto dei barili d'alcool, è stata sigillata la stiva e il vapore ha acceso un fuoco. La potenza dell'esplosione ha fatto saltare le protezioni della stiva agitando il modellino, che aveva pressappoco le dimensioni di una bara. L'etanolo brucia ad una temperatura relativamente bassa con un flash point di 13 °C. È sufficiente una scintilla minima, per esempio tra due oggetti di metallo che urtano l'uno con l'altro. Nessuno dei cubi di carta è stato danneggiato, neppure con segni di bruciatura.
Questa teoria potrebbe spiegare il fatto che il resto del carico sia stato trovato intatto. Il fuoco sarebbe stato violento, forse abbastanza da spaventare l'equipaggio e far calare in mare la scialuppa, ma le fiamme non sarebbero state sufficientemente calde da lasciare bruciature. Una cima trovata penzolante nell'acqua potrebbe rappresentare un indizio del fatto che la scialuppa sarebbe rimasta attaccata alla nave, nella speranza che l'emergenza passasse. La nave fu abbandonata con le vele spiegate, ed è noto che in quelle ore vi fu una tempesta. È possibile che la cima data volta alla scialuppa si fosse staccata per la forza di trazione della nave con le vele spiegate; una piccola imbarcazione in una tempesta non avrebbe avuto le stesse possibilità della Mary Celeste.

### Storia di Abel Fosdyk
Più di 40 anni dopo il ritrovamento della Mary Celeste furono pubblicati sullo Strand Magazine carteggi e documenti appartenenti - si diceva - al deceduto Abel Fosdyk, che sarebbe stato un passeggero segreto sulla nave. Secondo Fosdyk, un giorno, dopo un'allegra disputa a bordo sulla possibilità di nuotare completamente vestiti, il capitano Briggs e altri membri dell'equipaggio si sarebbero tuffati in mare, mentre la moglie e la figlia di Briggs, Fosdyk e altri membri dell'equipaggio si sarebbero affacciati ad un piccolo ponte speciale appositamente costruito per vedere quanto accadeva. All'improvviso, degli squali avrebbero assalito i nuotatori; i restanti membri dell'equipaggio sarebbero corsi ad affacciarsi al parapetto, causando il crollo del ponte speciale in mare. Fosdyk, atterrato su un pezzo di ponte, fu l'unico a scampare alla morte; impossibilitato a raggiungere la nave, sarebbe andato alla deriva per molti giorni fino ad essere trasportato dalla corrente sulle coste dell'Africa. Timoroso di non essere creduto, non avrebbe rivelato a nessuno la sua storia durante la sua vita.
Gli eventi riportati nei documenti di Fosdyk (se davvero una persona con questo nome è esistita) sono considerati inattendibili, per le seguenti ragioni:
- Non c'era alcun motivo per avere un passeggero segreto a bordo - se non quello di fornire una comoda spiegazione per la sua assenza nei registri della nave.
- L'incidente descritto è del tutto improbabile, dato che l'equipaggio era costituito per lo più da uomini esperti, e che non fu trovata alcuna traccia della costruzione e/o del crollo del ponte speciale.
- Fosdyk riporta che la Mary Celeste era una nave da 600 tonnellate, mentre in effetti il tonnellaggio era molto minore.
- Secondo i carteggi l'equipaggio era inglese, invece era formato da americani e tedeschi (più un danese, il secondo ufficiale) - un errore molto improbabile per chi avesse avuto a che fare quotidianamente con loro.
- Infine, la versione di Fosdyk non spiega la mancanza della scialuppa, dei documenti di bordo e degli strumenti di navigazione.

### Altre teorie
Secondo alcuni, la colpa fu sempre dell'alcool, ma per una ragione differente: l'equipaggio avrebbe cercato di impossessarsi del carico, assassinando il capitano Briggs, per poi rubare la scialuppa.
Un'altra teoria suggerisce un possibile ammutinamento dell'equipaggio che avrebbe ucciso un tirannico Briggs e la sua famiglia per poi fuggire sulla scialuppa. Tuttavia, non sembra che Briggs fosse il tipo di capitano da provocare un ammutinamento. Il primo ufficiale Albert Richardson ed il resto dell'equipaggio avevano anch'essi un'ottima reputazione.
L'abbordaggio da parte di pirati è reso improbabile dal fatto che il prezioso carico fu ritrovato intatto.

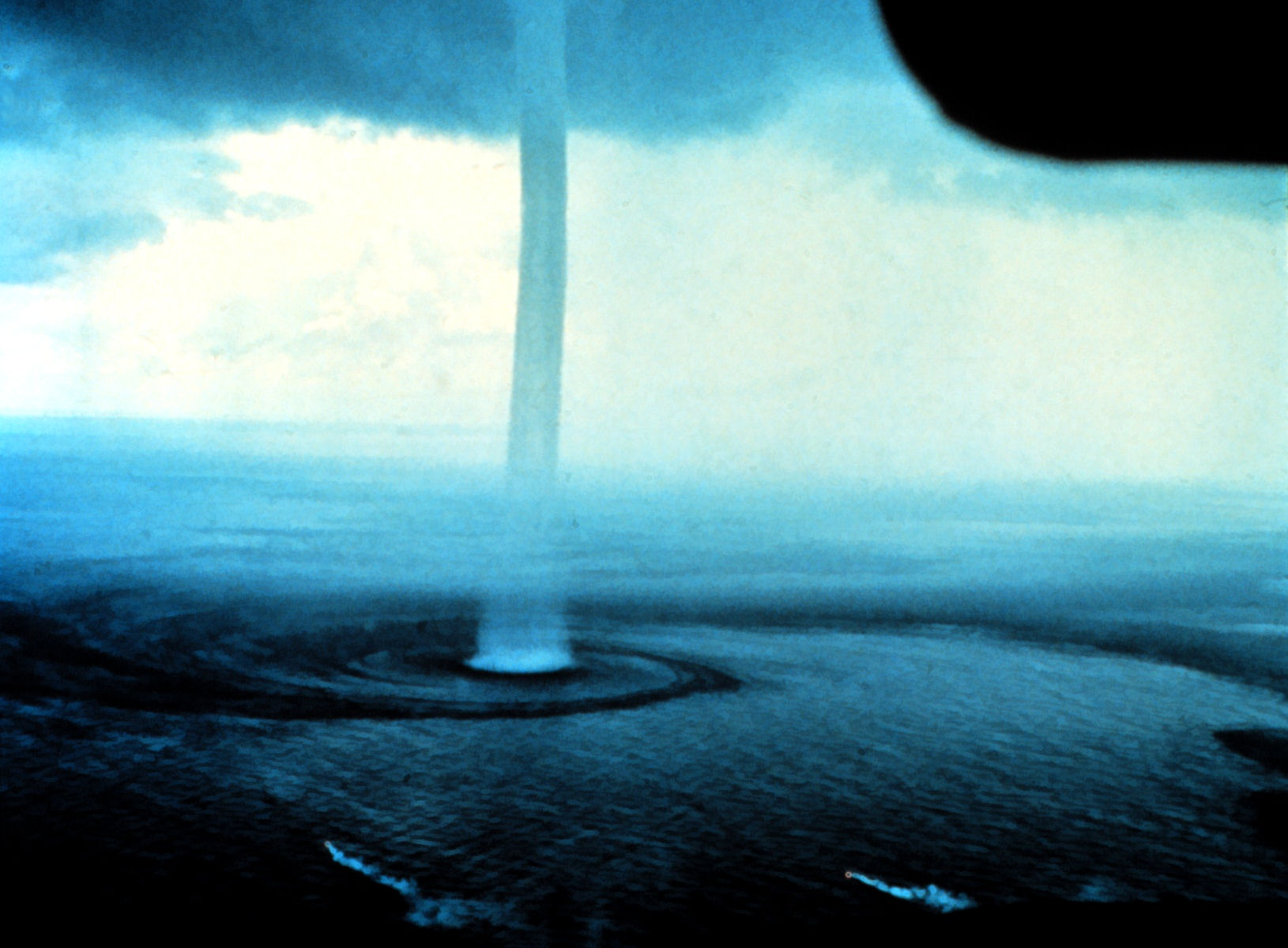
Una tromba d'acqua

Altra possibile spiegazione avanzata sarebbe quella di una tromba d'acqua, una tempesta simile ad un tornado; in tal caso, la nave avrebbe potuto dare l'impressione di affondare - il che spiegherebbe perché era letteralmente grondante d'acqua quando fu scoperta dalla Dei Gratia - e il panico di massa tra l'equipaggio durante un simile evento potrebbe spiegare, ad esempio, la bussola rotta e la scialuppa mancante. Un'ulteriore teoria riguarda un maremoto che avrebbe spinto l'equipaggio ad abbandonare la nave; tuttavia, i marinai sono generalmente d'accordo nel considerare l'abbandono della nave come una misura del tutto estrema.
Tra le altre teorie avanzate, un'altra riguarda un caso di avvelenamento collettivo da ergot, che avrebbe potuto portare l'equipaggio a saltare in mare: tra i sintomi dell'avvelenamento, infatti, vi possono essere allucinazioni e psicosi. Il fungo avrebbe potuto infettare il pane di bordo. Tuttavia, i marinai della  Dei Gratia che ricondussero la nave in porto dopo il ritrovamento non ne furono colpiti.
Una recente indagine dello Smithsonian propone la tesi secondo la quale Briggs si sarebbe ritenuto molto vicino alle Azzorre durante una tempesta e, con una pompa fuori uso, avrebbe abbandonato la nave per raggiungere la terraferma.
Secondo un'altra teoria, l'aiutante capo di Briggs sarebbe impazzito ed avrebbe ucciso tutti i componenti dell'equipaggio per poi suicidarsi o fuggire in Sudafrica su un altro vascello.
Nei primi del 1900 fu ipotizzato che l'equipaggio fosse stato ucciso o gettato in mare da una piovra gigante che aveva attaccato la nave. Tale teoria non forniva però alcuna spiegazione circa la scomparsa della scialuppa di salvataggio e di alcuni oggetti di bordo.
Nel 1929 Laurence Keating scrisse un libro intitolato The Great Mary Celeste Hoax (La grande bufala del Mary Celeste) nel quale raccontava di avere rintracciato un superstite del brigantino, tale John Pemberton, il cuoco della nave, il quale gli raccontò che durante una tempesta la moglie di Briggs rimase schiacciata dal pianoforte. Nella disputa nata tra il capitano e l'equipaggio, il capitano avrebbe avuto la peggio. Quindi gran parte dell'equipaggio sarebbe sceso a terra a Santa Maria mentre i tre rimasti a bordo, più Pemberton, avevano rubato il brigantino per poi spartirsi la ricompensa con Morehouse del Dei Gratia. Tale storia è però completamente falsa ed è dimostrabile anche dal fatto che il cuoco della Mary Celeste si chiamava Edward W. Head e non John Pemberton.

## Nella cultura di massa
- Nella serie televisiva britannica Doctor Who, nell'episodio Flight Through Eternity (1965), lo sceneggiatore Terry Nation ipotizza che l'equipaggio si sia lanciato in mare per l'improvvisa comparsa a bordo di un gruppo di alieni Dalek in viaggio nel tempo.
- Nella prima avventura del 1979 della serie televisiva Zaffiro e Acciaio si fa riferimento alla Mary Celeste come al caso precedentemente affrontato dai due protagonisti (unitamente a Piombo), in cui a causa dell'impossibilità di risolvere il problema sarebbero stati costretti ad affondare la nave.
- La trama del videogioco Limbo of the Lost è centrata sulla Mary Celeste e sul suo capitano.
- Nell'anime Detective Conan all'inizio dell'episodio 893 i tre protagonisti si ritrovano in un ristorante apparentemente deserto in cui sono presenti le pietanze ancora calde sui piatti. I personaggi citano quindi il caso della Mary Celeste poiché simile alla situazione in cui si trovano.[10]
- Nel film Nave Fantasma la Mary Celeste viene citata  dal capitano del rimorchiatore, personaggio interpretato da Gabriel Byrne.
- Nel libro Il Diario Segreto di Philips Fogg di Philip Josè Farmer viene citata la Mary Celeste e una parte della storia si svolge sulla nave.
- Nel film La grande scommessa (2015) la Mary Celeste viene citata da alcuni dei protagonisti mentre stanno indagando su alcune case abbandonate da proprietari insolventi.

### Al cinema
- The Mystery of the Marie Celeste (1935)
- The Wreck of the Mary Celeste (2004) - Cortometraggio
- The True Story of the Mary Celeste (2007) - Documentario televisivo

## Cronologia
- 1861 - Costruzione dell'Amazon.
- 1867 - L'Amazon rimane incagliata nella Baia di Glace durante una tempesta.
- 1869 - L'Amazon viene recuperata, riparata, venduta ad uno statunitense e cambia il nome in Mary Celeste.
- 1872 - Salpa da New York per Genova il 7 novembre.
- 1872 - Ultimo intervento sul diario di bordo, datato 24 novembre.
- 1872 - Ultima registrazione sulla lavagna di bordo, datata 25 novembre.
- 1872 - Trovata la nave in stato di abbandono il 4 dicembre.
- 1885 - La nave, capitanata da Parker, viene semi-distrutta il 3 gennaio.
- 2001 - Vengono ritrovati i resti del relitto al largo della costa di Haiti.

## Scheda della nave
Di seguito, una lista dell'equipaggio e dei passeggeri.

### Equipaggio
| Nome                 | Status                 | Nazionalità  | Età |
| -------------------- | ---------------------- | ------------ | --- |
| Benjamin S. Briggs   | Capitano               | statunitense | 37  |
| Albert C. Richardson | Aiutante               | statunitense | 28  |
| Andrew Gilling       | Secondo aiutante       | danese       | 25  |
| Edward W Head        | Amministratore e cuoco | statunitense | 23  |
| Volkert Lorenson     | Marinaio               | tedesco      | 29  |
| Arian Martens        | Marinaio               | tedesco      | 35  |
| Boy Lorenson         | Marinaio               | tedesco      | 23  |
| Gottlieb Gondeschall | Marinaio               | tedesco      | 23  |

### Passeggeri
| Nome                   | Status              | Età |
| ---------------------- | ------------------- | --- |
| Sarah Elizabeth Briggs | Moglie del capitano | 30  |
| Sophia Matilda Briggs  | Figlia del capitano | 2   |

Nella nave era anche presente una gatta, anch'essa sparita.

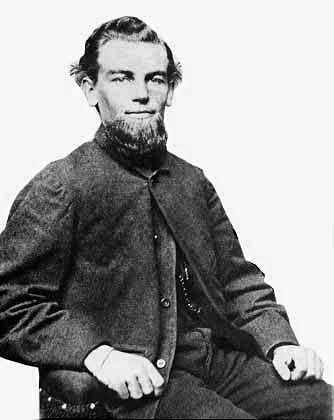
Capitano Benjamin Briggs
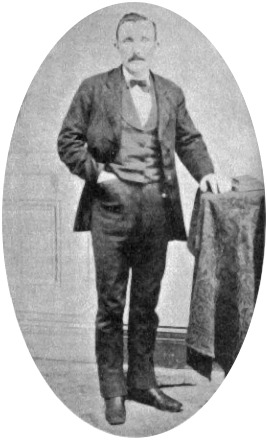
Primo aiutante, Albert Richardson
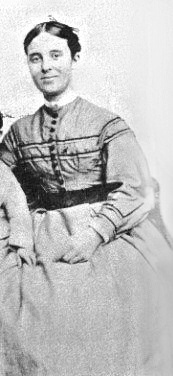
Sarah Briggs
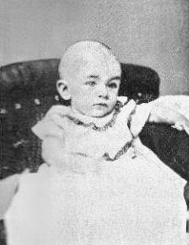
Sophia Briggs